# Frecce Tricolori

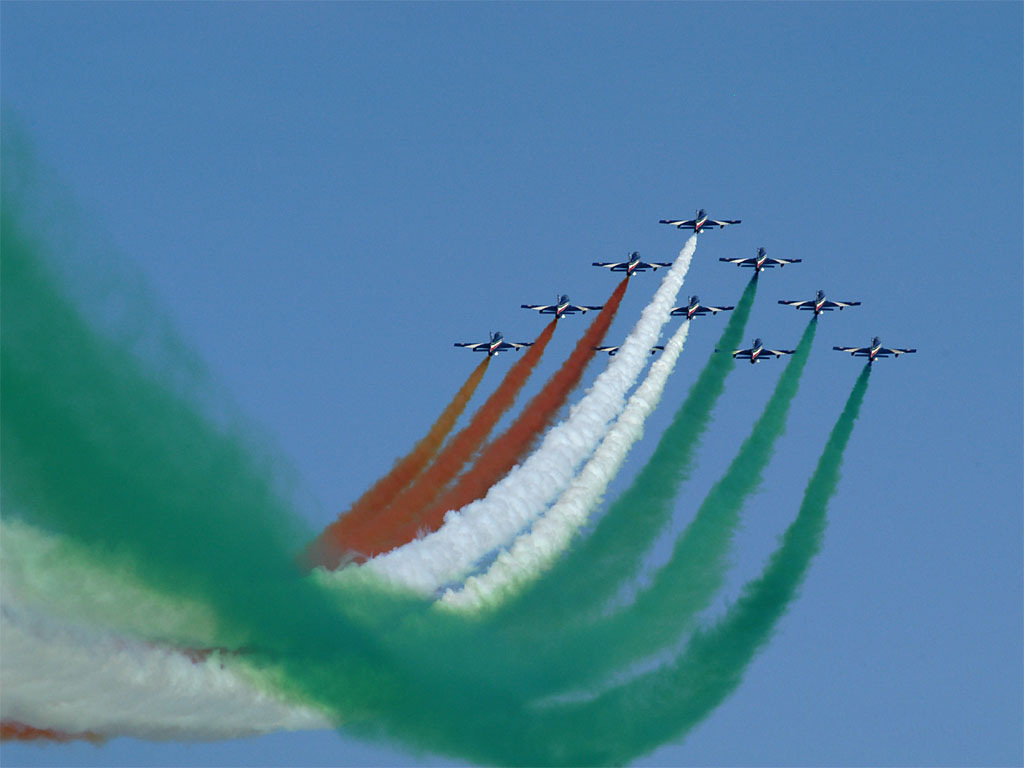
Frecce Tricolori

Els Frecce Tricolori (el nom es tradueix en català per "sagetes tricolors") oficialment coneguts com a 313° Gruppo Addestramento Acrobático o Pattuglia Acrobática Nazionale (PAN) Frecce Tricolori, són l'esquadró d'acrobàcia aèria de la Força Aèria Italiana. Tenen la seva seu a la Base Aèria de Rivolto, en la regió nord-est italiana de Friül - Venècia Júlia, Udine. És un dels equips acrobàtics més prestigiosos i preparats del món.
Aquesta patrulla acrobàtica es va formar l'any 1961 com l'equip oficial de la força aèria, reemplaçant un gran nombre d'equips no oficials que havien estat recolzats des de finals dels anys 20.
L'equip acrobàtic utilitza un total de 9 aeronaus i un solista, amb la qual cosa els Frecce Tricolori són la patrulla acrobàtica amb un nombre més gran d'aeronaus del món. L'equip vola l'Aermacchi MB-339-A/PAN, un avió d'entrenament biplaça capaç de volar a 898 km/h al nivell del mar.

## Història

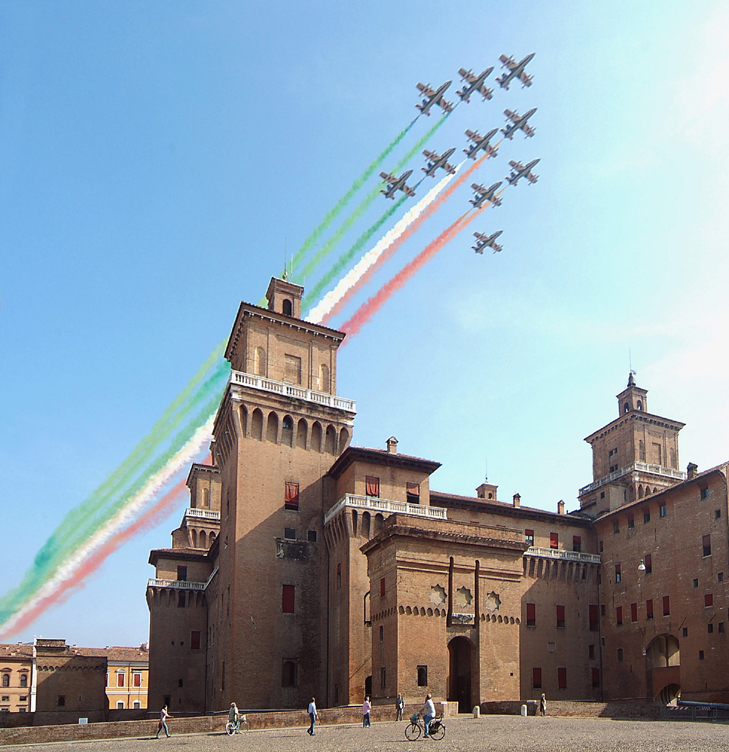
Castell Estense, Ferrara

Els Frecce Tricolori no va ser la primera esquadrilla de vol acrobàtic de l'Aeronàutica Militare Italiana: l'acrobàcia militar en grup a Itàlia va començar a Campoformido, base de l'Ala Núm. 1, a la fi dels anys 20, sota la supervisió del coronel Rino Corso Fougier. La primera formació constava de cinc Fíat C.R.20. El 8 de juny de 1930 durant la seva primera exhibició aèria, anomenada Giornata dell'Ala, la patrulla va presentar la «figura bomba» que és molt similar a la versió actual. El 1932 l'esquadrilla s'equipa d'avions Breda Ba.19, el 1934 de Fiat C.R.30 i el 1936 de Fiat CR-32. La patrulla va ser dissolta amb l'esclat de la Segona Guerra Mundial.
Després del conflicte bèl·lic es van succeir diverses patrulles acrobàtiques: 
- 1950 - 1952 Cavallino Rampante, de la brigada IV, amb avions De Havilland Vampire
- 1953 - 1955 Getti Tonanti, de la brigada V, amb avions Republic F-84 Thunderjet.
- 1955 - 1956 Tigri Bianche, de la brigada 51, amb avions Republic F-84 Thunderjet.
- 1956 - 1957 Cavallino Rampante, de la brigada IV, amb avions F-86 Sabre
- 1956 - 1957 Lancieri Neri, de la brigada II, amb avions F-86 Sabre.
- 1957 - 1959 Diavoli Rossi, de la brigada VI, amb avions Republic F-84F Thunderstreak.
- 1959 - 1960 Getti Tonanti, de la brigada V, amb avions Republic F-84F Thunderstreak.

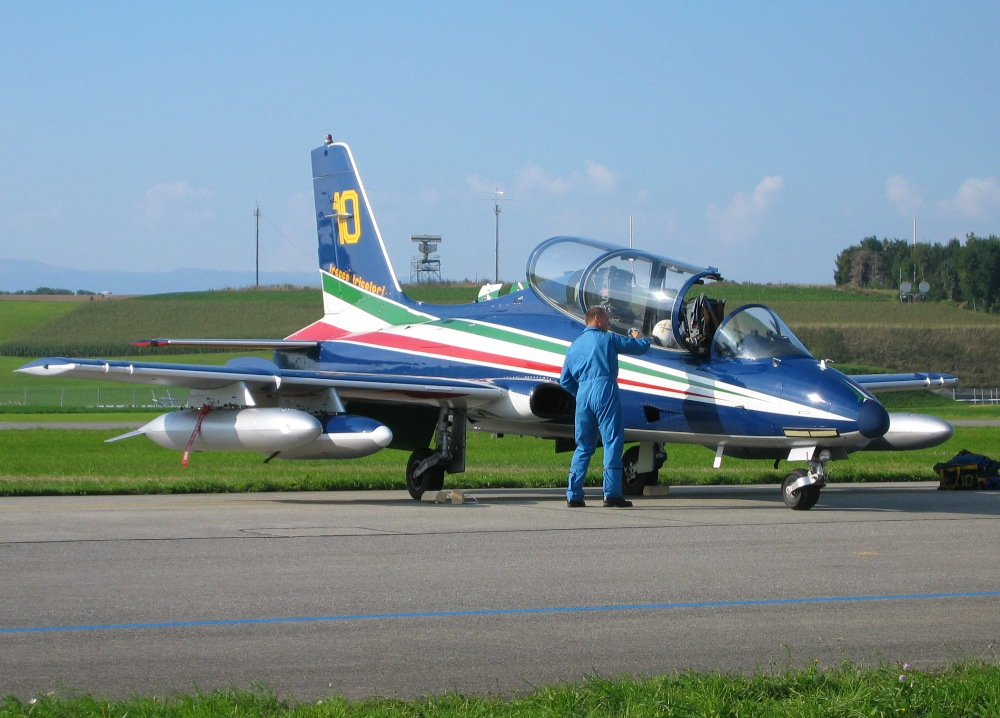
Avió actual del Frecce Tricolori: Aermacchi MB-339 PAN

Finalment, el 1961, la direcció de la Força Aèria Italiana va decidir formar una única patrulla acrobàtica, la Pattuglia Acrobàtica Nazionale, amb els millors homes i les millors aeronaus disponibles. D'aquesta manera, la patrulla utilitza des del seu inici els F-86 Sabre que el 1963 van ser canviats pels Fiat G.91 R/PAN. Des de 1982, utilitzen els Aermacchi MB-339 PAN.
El 28 d'agost de 1988, els Frecce Tricolori es van veure embolicats en el desastre aeri de Ramstein, en el qual 70 persones van perdre la vida.
Durant la temporada d'acrobàcia aèria de l'any 2000, els Frecce Tricolori van assolir les 50.000 hores de vol en l'Aermacchi MB-339.